# Giovanni Malabranca
Giovanni Malabranca, forma spolszczona Jan Malabranca (ur. w Rzymie, zm. w 1192 tamże) – włoski kardynał wywodzący się z rodziny rzymskich bankierów. Nominację kardynalską z tytułem diakona San Teodoro otrzymał od papieża Klemensa III na konsystorzu 12 marca 1188.
Sygnował bulle papieskie wydane między 12 kwietnia 1188 a 4 października 1192. W 1189 był legatem papieskim w Polsce, z zadaniem umacniania kościelnej dyscypliny. Uczestniczył w papieskiej elekcji 1191.